# St. Martin (Emersacker)

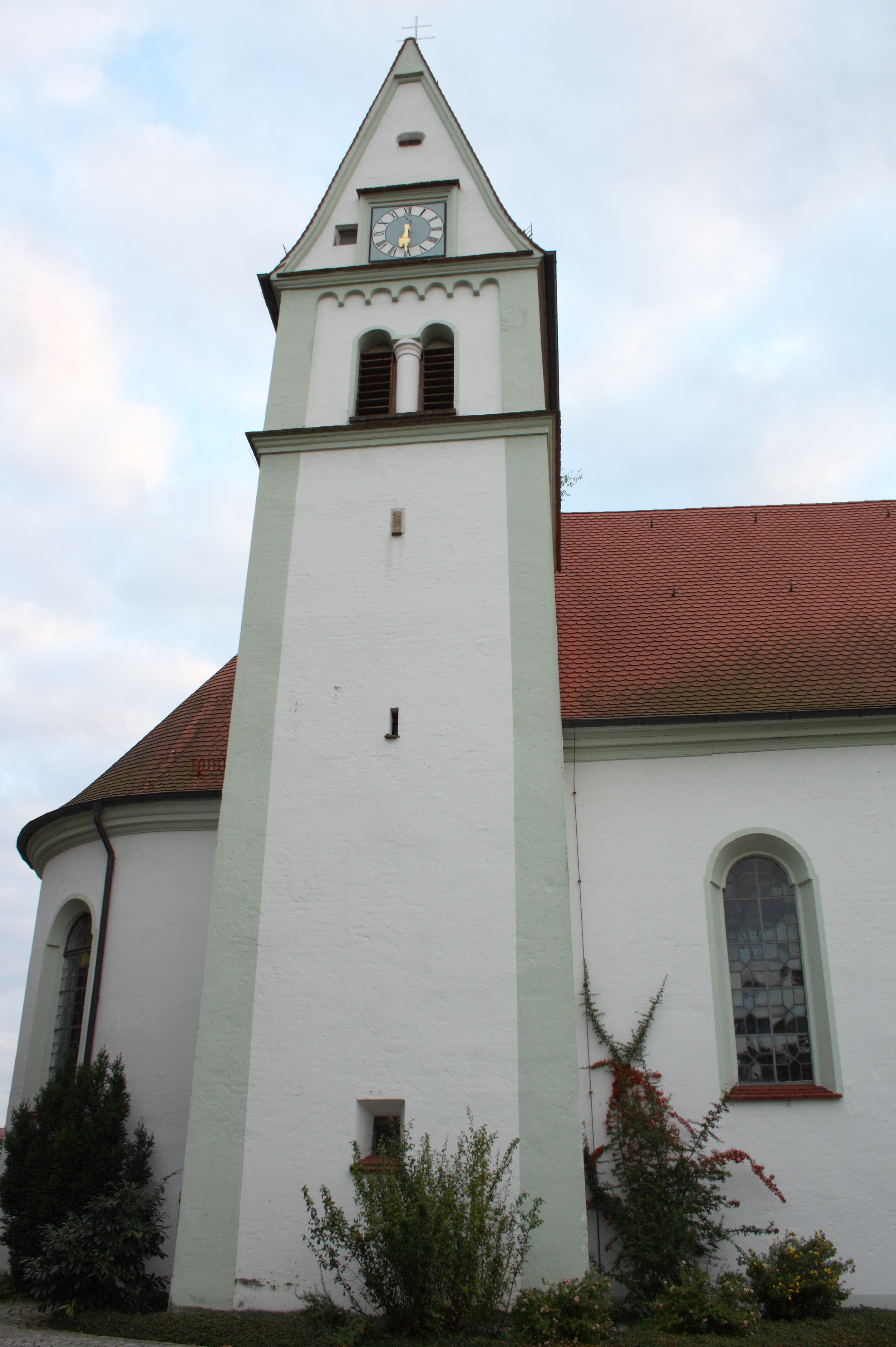
St. Martin in Emersacker

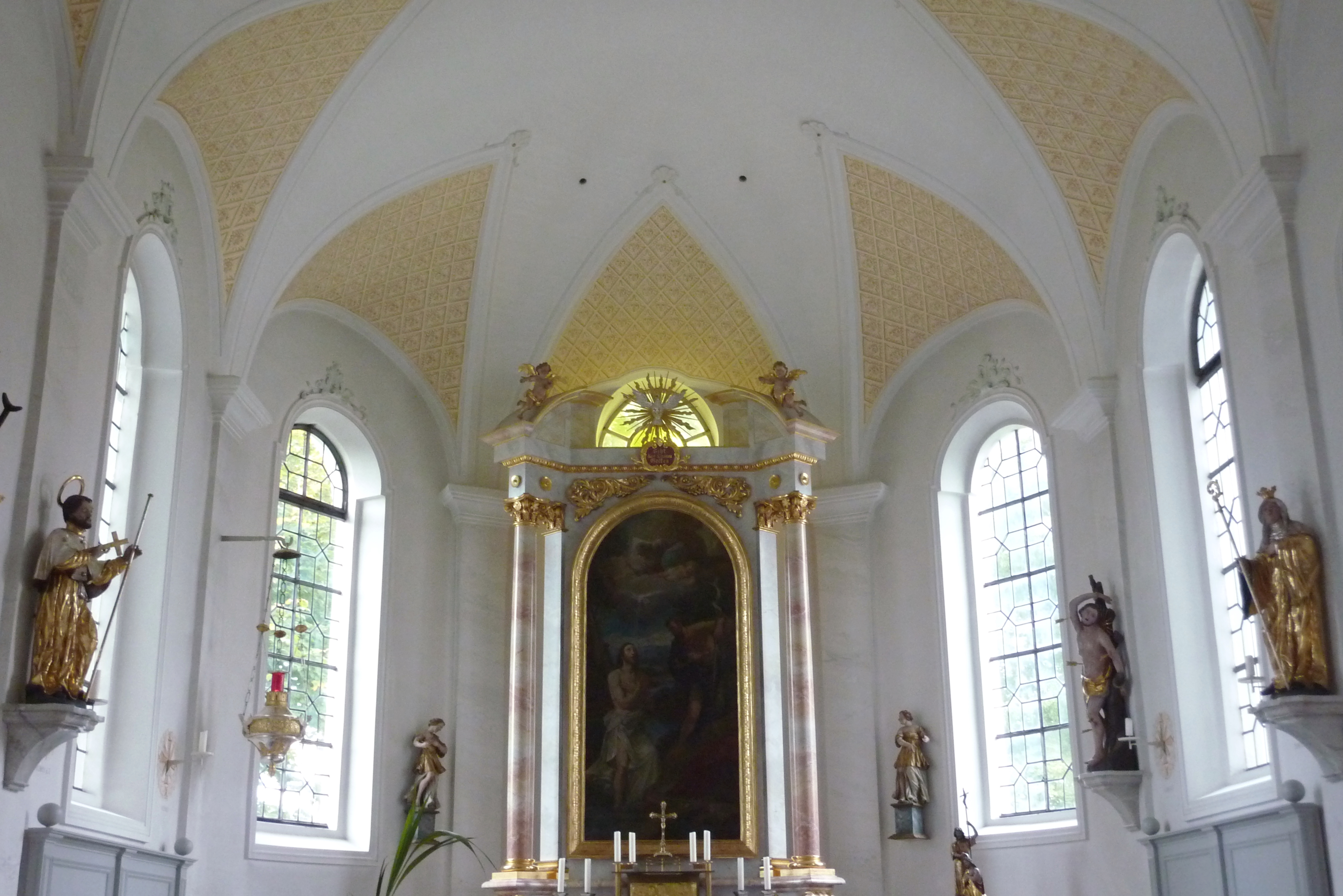
Innenraum

Die katholische Pfarrkirche und ehemalige Wallfahrtskirche St. Martin in Emersacker, einer Gemeinde im schwäbischen Landkreis Augsburg in Bayern, ist ein geschütztes Baudenkmal. 

## Geschichte
Das Patronatsrecht war ursprünglich im Besitz der Ortsherren. Die Turmuntergeschosse stammen aus der zweiten Hälfte des 15. Jahrhunderts und wurden in der zweiten Hälfte des 16. Jahrhunderts erhöht. Im Dreißigjährigen Krieg wurde die Kirche geplündert und schwer beschädigt. 1717 erfolgte im Auftrag der Fugger´schen Stiftungs-Administration, mit Ausnahme des Turmes, der Abbruch der zu klein gewordenen gotischen Kirche. Mit dem Neubau von Chor und Langhaus wurde möglicherweise der Maurer- und Zimmermeister Matthias Kraus aus Dinkelscherben beauftragt. Für die im 18. Jahrhundert blühende Wallfahrt zum Gnadenbild Maria zum Blute wurde 1725 eine Gnadenkapelle ebenfalls von Kraus angebaut. 1835 erfolgte der Einbau einer zweiten Empore mit Orgel. 1992/93 wurde das Langhaus nach Westen erweitert. Anlässlich des 300-jährigen Kirchenjubiläums wurden 2018 bei der Firma Bachert in Karlsruhe zwei neue Glocken angeschafft.

## Ausstattung
Das Hochaltarblatt Taufe Christi malte Gustav Kuttruff 1922. Von Kuttruff stammen auch die Fresken an der Emporenbrüstung. Die Seitenaltarbilder von 1845 schuf Florian Kurringer. Sie zeigen links die Hl. Familie und rechts Christus als Kinderfreund. Das Deckenbild in der Gnadenkapelle mit dem Thema Anbetung des Gnadenbildes ist vermutlich in der Mitte des 18. Jahrhunderts entstanden. Den Altar fertigte Martin Bigelmair 1931, nach dem Vorbild des ursprünglichen Altares von 1725. 

## Geläut
1. Leonhardsglocke, Gussjahr: 1923, Ton: d’’, Gewicht: ca. 200 kg
2. Martinsglocke, Gussjahr: 1950, Ton: c’’, Gewicht: ca. 320 kg
3. Marienglocke, Gussjahr: 1950, Ton: a’, Gewicht: ca. 570 kg